# Б
Slovo Б (latinica: B) drugo je slovo ćirilične abecede. Najčešće predstavlja zvučni bilabijalni ploziv /b/. U marijskom jeziku predstavlja i zvučni bilabijalni frikativ /β/.